# Alexandre Grosjean
Alexandre Grosjean est un homme politique français né le 2 juillet 1851 à Nancy (Meurthe-et-Moselle) et décédé le 1er septembre 1922 à Besançon (Doubs)

## Biographie
Avocat, il est maire de Besançon et conseiller général. Il est sénateur du Doubs de 1908 à 1921, inscrit au groupe Gauche radicale. Il s'occupe surtout des affaires locales et n'a qu'une activité parlementaire assez faible.

## Sources
- Ressources relatives à la vie publique :   - base Léonore
  - Sénat
- « Alexandre Grosjean », dans le Dictionnaire des parlementaires français (1889-1940), sous la direction de Jean Jolly, PUF, 1960 [détail de l’édition]